# Fiestas de San Saturio (Soria)
Las fiestas de San Saturio son las fiestas patronales de Soria (España), en honor a San Saturio, cuya efeméride es el día 2 de octubre. Se celebran del 1 al 5 de octubre aunque las actividades que se extienden a los fines de semana anteriores y posteriores a estos días. 
El programa de fiestas está cargado de eventos deportivos y musicales, con decenas de actividades que completan la tradicional procesión en honor al patrón que se realiza en la tarde del 2 de octubre. De aquí proviene un dicho local: "haga frío o calor San Saturio el día 2". Esto nos da una visión de lo que pueden ser estas fiestas, en muchas ocasiones protagonizadas por el frío de Soria ya presente en el mes de octubre. 

## Introducción histórica
La tradición sitúa a San Saturio como un eremita soriano que vivió en la segunda mitad del siglo VI. Su muerte se data hacia el año 570, aunque la Historia no tiene suficientes datos escritos como para reconstruir de manera fiable los detalles de su vida.
Al parecer, Saturio procedía de una familia de nobles y ricos visigodos. Cuando sus padres murieron repartió sus bienes entre los pobres, siguiendo los consejos evangélicos y se retiró a una cueva en la Sierra de Santa Ana, donde llevó una vida de oración continua y de contemplación y construyó un oratorio en honor del Arcángel San Miguel, del que era muy devoto.
San Saturio recibió cuando ya era una anciano la visita de Prudencio atraído por la fama de santo de que gozaba Saturio. Durante siete años le enseñó las virtudes evangélicas, hasta que murió. Prudencio le enterró allí en la cueva y volvió a La Rioja, donde siguió evangelizando y fue posteriormente elegido Obispo de Tarazona. San Prudencio quiso volver a la cueva de Saturio para rendirle un homenaje, y organizó una peregrinación para venerar las reliquias de su maestro, a quien desde entonces tuvieron por santo. Así fue como Saturio, por aclamación popular se elevó a los altares, práctica aprobada por la Iglesia entonces.
Hay documentos conservados en el archivo de la Santa Iglesia Concatedral de Soria de los que se deduce el culto que desde entonces se tributó a San Saturio en esta ciudad. También se sabe que en Soria hubo una parroquia dedicada a San Prudencio, sin duda por su relación con San Saturio. Su pila bautismal se conserva en los claustros de la Concatedral de San Pedro. 

## Orígenes
A mediados del siglo XVI, resurge la memoria de San Saturio, ya que no conservaba más que una ligera reminiscencia de que, en la antigua ermita de San Miguel, se conservaban los restos de lo que se decía que era un cuerpo santo:
« Otro sí dijeron, que por cuanto la Iglesia Ermita de San Miguel de la Peña de esta ciudad, es una ermita devota de mucha antigüedad y hay en ella un cuerpo Santo que dicen de San Saturio, e allí la dicha ciudad va en sus procesiones y en ella se tiene gran devoción por ser como es cosa tan devota e agora se quiere caer e undir e seria en mucho daño, por tanto mandaban e mandaron que para el reparo de dicha Ermita e edificio, de la madera que hay en las casas que esta ciudad ha comprado para la salida de la puente de dicha ciudad, se dé y tome lo que fuere menester y en la costa de las obras que lo hiciere, esta dicha ciudad pague la mitad, e la otra mitad pague la Iglesia de San Pedro, que salía de la dicha ermita, por esto como está dicha Iglesia de San Pedro tan pobre, Miguel Mogica y Juan de (Secretarios).»
En el año 1628, San Saturio fue recibido como patrón de Soria y con tal motivo se celebró un festejo taurino extraordinario en el que contribuyó el Estado Noble (Los Dice Linajes) junto con las demás comunidades a petición del ayuntamiento. Éste sería el inicio de las Fiestas de San Saturio. Desde entonces, el día del Patrón, el Concejo comenzó a realizar una misa y procesión desde la ermita de San Miguel hasta la Colegiata de San Pedro. En 1630, hallamos otro acuerdo por el que se dispone hacer una rogativa, por la falta de lluvia, de manera que se bajó a la Virgen del Mirón a la Concatedra de San Pedro, llevando también allí al Santo, para llevar a las dos imágenes en procesión. El cielo debió acceder a los ruegos de los fieles, regando con la abundante lluvia los campos, porque al año siguiente de 1631, la ciudad acordaba por primera vez, que el día 1 de octubre, víspera del de San Saturio, se fuera en procesión a la ermita de San Miguel, donde estaba el cuerpo del Santo, y se trajera la imagen a la iglesia de San Pedro, y al día siguiente se dijera en su honor una misa, así como también que por la noche hubiera grandes luminarias, y en la procesión fueran todas las cofradías, los pendones y las ceras, anunciándose esta nueva fiesta a los vecinos por medio de un pregón. Durante tres años se siguieron realizando estos actos; en 1633 se regularon definitivamente las fiestas añadiendo a los festejos anteriores una corrida de toros, y en adelante se celebró esta fiesta sin interrupción.
El reconocimiento a San Saturio como santo en el catálogo de santos de la Iglesia llegó el 31 de agosto de 1743 por decreto de Su Santidad Benedicto XIV se concedía el patronazgo y el carácter de fiesta de ambos preceptos a la ciudad de Soria, en el día de San Saturio.

## Actos Religiosos

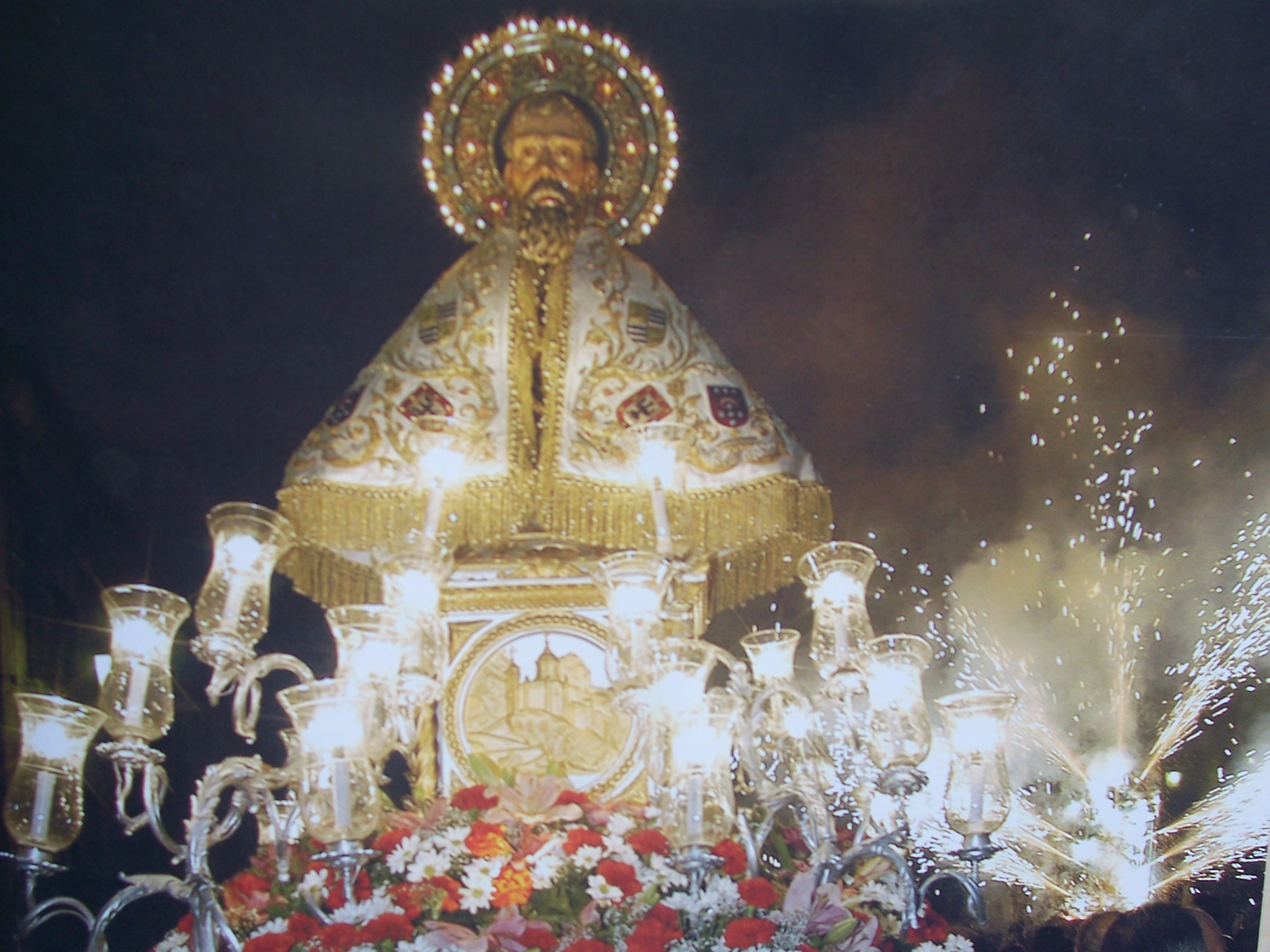
Procesión de San Saturio el día 2 de octubre

Del 24 de septiembre al 1 de octubre se realiza una novena en honor al santo, durante la cual se realizan los oficios religiosos en la ermita. El día del patrón, el 2 de octubre, por la mañana tiene lugar la Santa Misa en la Concatedral de San Pedro y por la tarde la procesión con las reliquias del santo, con parada en la Plaza Mariano Granado en la que se quema una traca en honor a San Saturio, con Capilla del Santo. Hasta el año 2010, la quema se realizaba en la Plaza Mayor. También destaca la Romería que se celebra en la ermita el día 5.

### Soldadesca de los Heros
Se trata de una tradición perdida en la actualidad. El Cabildo de los Heros era una hermandad de labradores, una especie de Tribunal de las Aguas para el secano. Esta hermandad tenía sus reuniones o cabildos, para tratar de sus asuntos, en la sala construida en una de las concavidades de la cueva, donde hay una delicada bancada de piedra y una efigie del santo colocada en el lugar de honor. Nicolás Rabal describió el acto que tenía lugar en el día de la festividad del Santo, tradición que se perdió a finales del siglo XIX.
"En el día del santo, todos los cofrades vestidos de ceremonia, con casacas, calzón y tricornio de color negros, empuñando cada uno un Bastón en forma de yugo, esteva y otros instrumentos de labranza, y precedidos de dos alabarderos con uniforme entre militar y labrador, salían al compás de una caja, que sonaba con un redoble especial, de la casa de ayuntamiento.
Desde allí se dirigían con la ciudad a la Colegiata, donde asistían a la función de iglesia, y tanto en la entrada del templo como en la de la casa de ayuntamiento, uno de los cofrades revoloteaba una gran bandera de damasco, haciendo varias evoluciones que llamaban la atención de todos los espectadores por su habilidad y destreza. Desde el ayuntamiento se dirigían a la Soledad, en cuyo atrio se repetía el revoloteo de la bandera, y desde allí se dirigían a la casa del preboste, terminando hasta el otro año la fiesta. Esta costumbre ha durado hasta hace pocos años, en que los cofrades de los Heros, considerando que era ridículo vestir aquellos antiguos trajes, se limitaron a asistir sencillamente, sin uniforme, como otra corporación cualquiera."

## Actividades
Dentro de las fiestas hay muchas actividades dirigidas sobre todo a los niños como gigantes y cabezudos, teatros infantiles, hinchables en los parques de los distintos barrios de la capital... Para los más mayores hay verbenas todos los días, suelta de vaquillas, conciertos, novilladas... Entre los actos festivos más importantes destaca también el tradicional Mercado Medieval que se realiza el fin de semana anterior o posterior a las fiestas. 
También hay fuegos artificiales los días 2 y 5 de octubre y este último día, suelta de vaquillas y traca final de Fiestas.

### Comparsa de Gigantes y Cabezudos
La Comparsa de Gigantes y Cabezudos es uno de los símbolos más emblemáticos de las fiestas. Los gigantes son unas figuras de madera, cartón y tela con porte altivo que van acompañados por una serie de cabezudos. Juntos forman la Comparsa, comitiva que recorre las calles y barrios de la ciudad los cinco días de fiesta. También salen en otras fechas, como en verano o Carnaval. Tras los gigantes los gaiteros amenizan y marcan su paso.
Los Gigantes que han recorrido en los últimos años las calles de Soria fueron adquiridos por el consistorio a la empresa Aragonesa de fiestas en la década de los setenta. Vinieron a sustituir a otros más antiguos que representaban, por parejas, a los cuatro continentes. Existen seis gigantes, Don Quijote y Dulcinea, Fernando II de Aragón e Isabel I de Castilla, el Rey de Oros y el Rey de Copas (el Rey de Espadas y el Rey de Bastos en la actualidad no desfilan). Los cabezudos, encargados a la misma empresa son Napoleón, Payaso, la Bruja, el Negro o el Diablo. En el 2010 fueron restaurados por miembros de la Asociación de Vecinos de Pedrajas, dejándolos renovados y relucientes, ya que estaban muy deteriorados. Algunos de ellos tienen más de 30 años.
En el año 2016, a propuesta de la empresa soriana de ilustración Numanguerrix, el Ayuntamiento de Soria comenzó la renovación de los personajes con el fin de crear una comparsa con identidad propia vinculada a la ciudad. Se adquirieron las cuatro primeras figuras personalizadas de temática soriana, encargándose del trabajo el maestro artesano Aitor Calleja a partir de los bocetos de Numanguerrix. El general numantino Retógenes y la dama celtíbera Nuane fueron los nuevos gigantes, mientras que los dos cabezudos representan a los legionarios romanos Escipión y Cayo Mario. 
En 2017 se incluyó una nueva pareja de gigantes, el rey Alfonso VIII, que nació en Soria, y su esposa Leonor Plantagenet. Los cabezudos representan a los dirigentes árabes Almanzor y Miramamolin.
En el año 2018 se adquirieron las cuatro últimas figuras. Los gigantes representan al soriano y la soriana vestidos con el traje popular. Responden al nombre de don Saturio y doña Blanca, unos nombres muy sorianos que provienen de los patrones de la ciudad y de las Fiestas de San Juan, respectivamente. Los cabezudos se identifican con Napoleón y con el general José Joaquín Durán, artífice de la voladura del castillo y las murallas de la ciudad en el marco de la Guerra de la Independencia, en la cual ambos fueron partícipes.

### Programación Deportiva
Dentro de la programación deportiva encontramos multitud de torneos y campeonatos como torneos de fútbol, baloncesto, voleibol, balonmano y pelota profesional; campeonatos de tiro al plato, golf, tiro con arco, ciclismo, pesca, ajedrez y aeromodelismo. Y como campeonatos tradicionales la Carrera Popular Abel Antón, la Subida Automovilística al Parque del Castillo y el Duathlon Ciudad de Soria.